# وین کریمر (فیلم‌ساز)
وین کریمر (انگلیسی: Wayne Kramer؛ زادهٔ ۱۹۶۵ (۵۹–۶۰ سال)) یک کارگردان، تهیه‌کننده، و فیلم‌نامه‌نویس اهل آفریقای جنوبی است. وی از سال ۱۹۹۲ میلادی تاکنون مشغول فعالیت بوده‌است. 